# Park River
Park River és una població dels Estats Units a l'estat de Dakota del Nord. Segons el cens del 2000 tenia 1.535 habitants.

## Demografia
Segons el cens del 2000, Park River tenia 1.535 habitants, 660 habitatges, i 390 famílies. La densitat de població era de 297,8 hab./km².
Dels 660 habitatges en un 27% hi vivien nens de menys de 18 anys, en un 47,9% hi vivien parelles casades, en un 8,8% dones solteres, i en un 40,8% no eren unitats familiars. En el 38% dels habitatges hi vivien persones soles el 20,8% de les quals corresponia a persones de 65 anys o més que vivien soles. El nombre mitjà de persones vivint en cada habitatge era de 2,18 i el nombre mitjà de persones que vivien en cada família era de 2,88.
Per edats la població es repartia de la següent manera: un 22,1% tenia menys de 18 anys, un 6,3% entre 18 i 24, un 20,9% entre 25 i 44, un 22,1% de 45 a 60 i un 28,5% 65 anys o més.
L'edat mediana era de 45 anys. Per cada 100 dones de 18 o més anys hi havia 78,9 homes.
La renda mediana per habitatge era de 30.347 $ i la renda mediana per família de 40.000 $. Els homes tenien una renda mediana de 26.154 $ mentre que les dones 20.769 $. La renda per capita de la població era de 15.990 $. Entorn del 6,8% de les famílies i el 7,8% de la població estaven per davall del llindar de pobresa.

## Poblacions més properes
El següent diagrama mostra les poblacions més properes.